# 饕餮姓
饕餮姓是漢字复姓之一，是惡姓的一種，十分罕見。

## 起源
饕餮姓源自蕭姓，出自南朝梁武帝第八子蕭紀。蕭紀在蕭繹爭奪帝位失敗，及其第三子同被將軍樊猛擒獲，殺之於峽口。後有臣子奏請絕其屬籍，梁元帝許之，賜姓饕餮氏。